# Мейрамова, Жумагуль Омирзаковна
Мейрамова Жумагуль Омирзаковна (01.12.1949) — советская, казахская актриса

, театральный педагог, профессор, Заслуженная артистка Казахстана (1996).

## Биография
Жумагуль Умирзаковна родилась 1 декабря 1949 года в селе Каракыстак Жамбылского района Алматинской области.
В 1967-1971 годах поступила на актерский факультет Казахской национальной консерватории им. Курмангазы (бывший Алматинский государственный институт искусств) под руководством народного артиста Казахской ССР профессора Аскара Токпанова и народной артистки СССР профессора Шолпан Жандарбековой.

## Трудовая деятельность
• 1972-2007 — актриса Академического драматического театра им. М. Ауэзова
• 1996-2007 — преподаватель, старший преподаватель, доцент кафедры сценического языка Казахской национальной академии искусств им. Т. Жургенова
• С 2007 года - актриса Казахского государственного академического музыкально-драматического театра имени Калибека Куанышбаева, профессор кафедры актерского мастерства и режиссуры Казахского национального университета искусств

## Основные роли на сцене
1. М.Ауэзов, Л. Соболев «Абай»- Айгерим
2. М. Ауэзов, Л. Соболев «Абай» — Ажар
3. Г. Мусрепов « Трагедия поэта» — Актокты
4. Г.Мусрепов «КызЖибек»- Камка
5. С. Муканов« Чокан Валиханов» — Катерина
6. А. Нурпеисов « Кровь и пот» — Акбала
7. Ч. Айтматов « И дольше века длится день» — Зарипа
8. Б. Римова« Абай – Айгерим» — Салтанат, Тогжан
9. И. Оразбаев «Есть ли яд мною неиспитый» — Айгерим
10. И. Оразбаев « Чингис – хан» — Ибага
11. А. Тарази « Везучий Букен» — Сана
12. О. Бокей «Жеребенок мой» — Анар
13. Л. Табукашвили « В поисках фантома» — Нинико
14. Н.Мирошниченко « Третье поколение» —  Мадлен
15. И. Вовнянко «Катастрофа» — Улпан
16. Ш.Мұртаза « Плач Алжира» — Мать
17. А.Чехов « Дядя Ваня» — Мария Васильевна
18. Т. Джюдженоглу «Лавина» — Старуха
19. М. Ауэзов «Айман-Шолпан» — Теңге
20. Е. Жуасбек «Антивирус» — Жамал
21. Ж. Ануй « Жанна Д- Арк» — Королева и др.

## Научные труды, издания, публикации
• «Воспитание голоса» (2005) «Работа над монологом» (2007), «Йога и воспитание голоса» (2011),«Публичная речь» — в журнале «European Applied Sciences» (2013), «Искусство сценической речи» в сборнике «Актуальные проблемы культуры, искусства и художественного образования» (г. Оренбург)

## Семья
• Муж - Мейрамов Тилектес Уахитович -Народный артист Казахстана
• Дочь - Мейрамова Сабина Тлектесовна, магистр искусств.

## Награды и звания
1. Заслуженная артистка Казахстана (1996)
2. Медаль «Ветеран труда» (2015)
3. Профессор

### Профессиональные достижения
1. 1972 г. – «лучший дебют» за роль Саны в сп. « Везучий Букен» А.Тарази
2. 1989 г. – «лучшая актриса» за роль Айгерим в сп. « Есть ли яд мною неиспитый» И. Оразбаева
3. 1996 г. – «лучший эпизод» — за роль Скерины в сп. « Принцесса Турандот» К.Гоцци
4. В 2001г. признана «лучшей актрисой» театра  им. М. Ауэзова
5. 2004 г. – «лучшая женская роль» — за роль Айгерим в сп. «Абай» М. Ауэзова